# Wilhelm von Harnier
Pour les articles homonymes, voir Harnier.
Wilhelm von Harnier, né en 1836 à Echzell et mort le 23 novembre 1861 à Gondokoro, est un explorateur allemand.

## Biographie
Petit-fils de Heinrich Wilhelm Karl von Harnier (de) et fils du peintre et membre de la légation de Hesse-Darmstadt, Wilhelm van Harnier (1800-1838), il est officier et, pour raison de santé, visite en 1856 l’Égypte et la Syrie. En 1859, il remonte le Nil Blanc dans le but d'en découvrir la source mais meurt à Gondokoro, tué par un buffle alors qu'il chassait. 
Jules Verne le mentionne dans sa longue liste d'explorateurs du chapitre I de son roman Cinq semaines en ballon.

## Publication
- Reise am obern Nil, publié en 1866